# Campeonato de Segunda División 1924 de la AAmF (Argentina)
El Campeonato de Segunda División 1924 fue el vigésimo sexto torneo de Segunda División y el vigésimo quinto campeonato de la tercera categoría. Fue el sexto organizado por la Asociación Amateurs de Football.
Los nuevos participantes fueron: los afiliados Bella Vista, La Porteña, Sarmiento y Unidos de Colombres, todos debutantes en el certamen.
El torneo consagró campeón a Racing III, tras vencer por 3 a 1 a Platense III en la final. Por su parte, Bella Vista se quedó con el ascenso como ganador del Torneo Reducido, sumándose Unidos y San Isidro como promovidos.
Por su parte, el torneo de la Asociación Argentina fue ganado por Leandro N. Alem.

## Ascensos y descensos
| Pos. | Ascendidos a División Intermedia 1924 |
| ---- | ------------------------------------- |
| 1.°  | Villa Acassuso                        |
| ZO   | Almagro Central                       |

| Descendidos de División Intermedia 1923 |
| --------------------------------------- |
| No hubo                                 |

| Afiliados   |
| ----------- |
| Bella Vista |
| La Porteña  |
| Sarmiento   |
| Unidos      |

| Desafiliados         |
| -------------------- |
| Buenos Aires Central |
| Centenario Argentino |
| Dep. Lomas           |

### Incorporaciones
| Incorporados                    |
| ------------------------------- |
| Sp. Buenos Aires IV             |
| Estudiantes de La Plata III     |
| Gimnasia y Esgrima La Plata III |
| Lanús III                       |
| Nacional (VS) III               |
| Sp. Palermo III                 |
| Tigre III                       |

| Retirados              |
| ---------------------- |
| Argentino del Sud III  |
| Ferro Carril Oeste III |
| River Plate IV         |

El número de participantes aumentó a 21.

## Sistema de disputa
Los equipos fueron divididos en tres zonas geograficas, donde se enfrentaron bajo el sistema de todos contra todos a dos ruedas. El ganador de cada zona avanzó a la fase final, donde se enfrentaron a eliminación directa, a único partido, hasta consagrar un campeón.

### Ascensos
Por defecto, los mejores de cada zona, que no tuviera equipo en las divisiones superiores, se enfrentaron entre sí por el ascenso.

## Equipos participantes
| Equipo                          | Ciudad       |
| ------------------------------- | ------------ |
| Barracas Central III            | Buenos Aires |
| Bella Vista                     | Bella Vista  |
| Buenos Aires III                | Dock Sud     |
| Buenos Aires IV                 | Dock Sud     |
| Estudiantes III                 | Buenos Aires |
| Estudiantes de La Plata III     | La Plata     |
| Floresta                        | Buenos Aires |
| Gimnasia y Esgrima La Plata III | La Plata     |
| Independiente III               | Avellaneda   |
| Lanús III                       | Lanús        |
| La Porteña                      |              |
| Nacional III                    | Buenos Aires |
| Palermo III                     | Buenos Aires |
| Platense III                    | Buenos Aires |
| Racing III                      | Avellaneda   |
| River Plate III                 | Buenos Aires |
| San Isidro                      | San Isidro   |
| San Lorenzo de Almagro III      | Buenos Aires |
| Sarmiento                       |              |
| Tigre III                       | Tigre        |
| Unidos                          | Buenos Aires |

## Fase de zonas

### Zona Norte
| Pos. | Equipo          | Pts. | J  | G | E | P  | GF | GC | DG  |
| ---- | --------------- | ---- | -- | - | - | -- | -- | -- | --- |
| 1.º  | Platense III    | 20   | 12 | 9 | 2 | 1  | 19 | 4  | 15  |
| 2.º  | Estudiantes III | 18   | 12 | 8 | 2 | 2  | 18 | 10 | 8   |
| 3.º  | Bella Vista     | 17   | 12 | 7 | 3 | 2  | 12 | 11 | 1   |
| 4.º  | Sp. San Isidro  | 15   | 12 | 6 | 3 | 3  | 13 | 11 | 2   |
| 5.º  | Tigre III       | 6    | 12 | 3 | 0 | 9  | 6  | 12 | -6  |
| 6.º  | River Plate III | 5    | 12 | 2 | 1 | 9  | 4  | 16 | -12 |
| 7.º  | Sp. Palermo III | 3    | 12 | 1 | 1 | 10 | 6  | 16 | -10 |

|  | Clasificado a la fase final.    |
|  | Clasificado al Torneo Reducido. |

### Zona Sur
| Pos. | Equipo                          | Pts. | J  | G | E | P | GF | GC | DG  |
| ---- | ------------------------------- | ---- | -- | - | - | - | -- | -- | --- |
| 1.º  | Racing III                      | 16   | 10 | 8 | 0 | 2 | 19 | 5  | 14  |
| 2.º  | Lanus III                       | 14   | 10 | 6 | 2 | 2 | 15 | 11 | 4   |
| 3.º  | La Porteña                      | 13   | 10 | 6 | 1 | 3 | 10 | 7  | 3   |
| 4.º  | Independiente III               | 12   | 10 | 5 | 2 | 3 | 11 | 8  | 3   |
| 5.º  | Sarmiento                       | 6    | 10 | 3 | 0 | 7 | 10 | 16 | -6  |
| 6.º  | Gimnasia y Esgrima La Plata III | 1    | 10 | 0 | 1 | 9 | 3  | 13 | -10 |
| —    | Estudiantes de La Plata III     | —    | —  | — | — | — | —  | —  | —   |
| —    | Sp. Buenos Aires III            | —    | —  | — | — | — | —  | —  | —   |

|  | Clasificado a la fase final.    |
|  | Clasificado al Torneo Reducido. |

### Zona Oeste
| Pos. | Equipo                     | Pts. | J  | G | E | P | GF | GC | DG  |
| ---- | -------------------------- | ---- | -- | - | - | - | -- | -- | --- |
| 1.º  | Unidos                     | 15   | 10 | 7 | 1 | 2 | 17 | 8  | 9   |
| 2.º  | Sp. Floresta               | 14   | 10 | 7 | 0 | 3 | 12 | 12 | 0   |
| 3.º  | Nacional (VS) III          | 13   | 10 | 6 | 1 | 3 | 12 | 3  | 9   |
| 4.º  | San Lorenzo de Almagro III | 9    | 10 | 4 | 1 | 5 | 10 | 11 | -1  |
| 5.º  | Sp. Buenos Aires IV        | 7    | 10 | 3 | 1 | 6 | 9  | 20 | -11 |
| 6.º  | Barracas Central III       | 2    | 10 | 1 | 0 | 9 | 2  | 8  | -6  |

|  | Clasificado a la fase final. |

## Fase final

### Cuadro de desarrollo
|  | Semifinales | Semifinales | Semifinales |              |   | Final      | Final | Final |  |
|  |             |             |             |              |   |            |       |       |  |
|  |             |             |             |              |   |            |       |       |  |
|  | S           | Racing III  | 6           |              |   |            |       |       |  |
|  | S           | Racing III  | 6           |              |   |            |       |       |  |
|  | O           | Unidos      | 0           |              |   |            |       |       |  |
|  | O           | Unidos      | 0           |              |   | Racing III | 3     |       |  |
|  |             |             |             |              |   | Racing III | 3     |       |  |
|  |             |             | N           | Platense III | 1 |            |       |       |  |
|  |             |             | N           | Platense III | 1 |            |       |       |  |
|  |             |             |             |              |   |            |       |       |  |
|  |             |             |             |              |   |            |       |       |  |
|  |             |             |             |              |   |            |       |       |  |
|  |             |             |             |              |   |            |       |       |  |

### Semifinal
| 28 de septiembre | Racing III | 6:0 | Unidos |  |  |

### Final
| 9 de noviembre | Racing III | 3:1 | Platense III |  |  |

|                                |
|                                |
| Campeón Racing III 3.er título |